# 2-Piperidinylmethanol
2-Piperidinylmethanol ist eine chemische Verbindung aus der Gruppe der Piperidinderivate.

## Gewinnung und Darstellung
2-Piperidinylmethanol kann durch eine zweistufige Reaktion ausgehend von 1-Cyclopentenmethanol gewonnen werden.

## Eigenschaften
2-Piperidinylmethanol ist ein brennbarer, schwer entzündbarer, feuchtigkeits- und luftempfindlicher, hellgelber Feststoff, der sehr leicht löslich in Wasser ist. Seine wässrige Lösung reagiert stark alkalisch.

## Verwendung
2-Piperidinylmethanol wird als Zwischenprodukt zur Herstellung anderer chemischer Verbindungen (zum Beispiel Oxazinderivate) verwendet. Diese Reaktion dient auch dem Nachweis von Aldehyden nach dem 2-HMP-Verfahren.